# Acanthomysis hwanhaiensis
Acanthomysis hwanhaiensis är en kräftdjursart som beskrevs av Ii 1964. Acanthomysis hwanhaiensis ingår i släktet Acanthomysis och familjen Mysidae. Inga underarter finns listade i Catalogue of Life.